# Spedizione Portolá
La spedizione Portolá, condotta da Gaspar de Portolá dal 14 luglio 1769 al 24 gennaio 1770, fu il primo tentativo spagnolo conosciuto di esplorare l'Alta California via terra.

## Descrizione

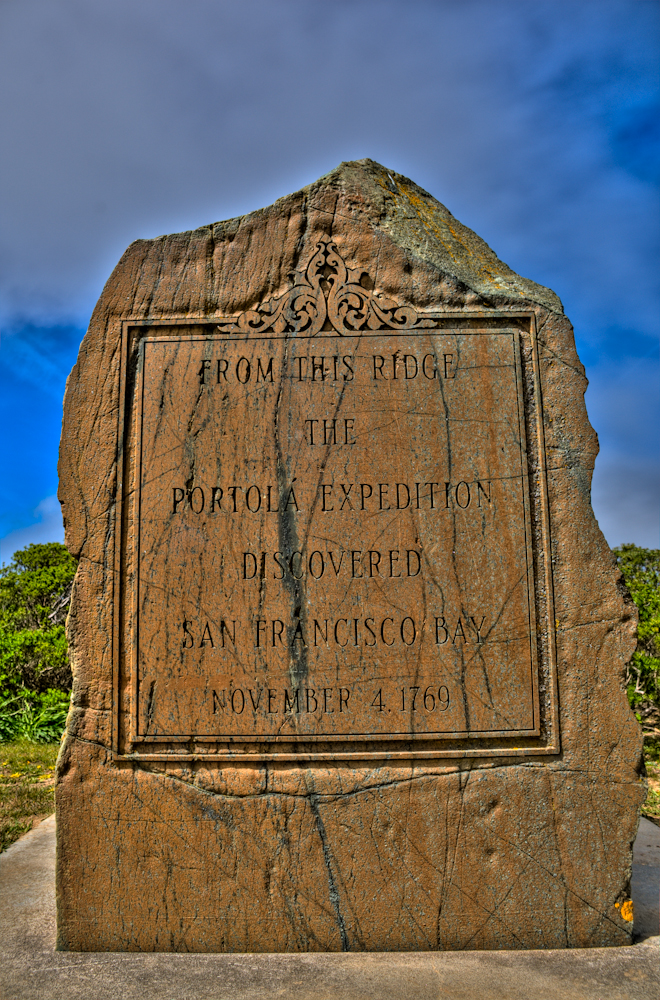
Luogo della scoperta della baia di San Francisco

L'obbiettivo della spedizione era quello di rendere sicure la basi dell'Alta California prima dei Russi. Il piano era di fondare una base nel porto di Monterey come descritto da Sebastián Vizcaíno. La spedizione era composta in tutto da 64 uomini, e da circa 200 cavalli e muli. La spedizione partì dal Presidio di San Diego il 14 luglio e fece ritorno il 24 gennaio 1770, fallendo il riconoscimento della baia di Monterey.
I diari ufficiali furono tenuti da padre Juan Crespí e dall'ingegnere Miguel Costansó.
La spedizione divenne famosa anche per aver "scoperto" la sequoia sempervirens il 14 ottobre 1769 (prima annotazione il 15 ottobre). È opinione comune che siano stati i primi europei ad avvistare la baia di San Francisco.